# 홍성룡
홍성룡은 더불어민주당 소속의 서울시의원이다.

## 수상
- 2020 대한민국소비자大賞